# Сикивоу, Семеса
Семеса Короикилаи Сикивоу (фидж. Semesa Koroikilai Sikivou, 13 февраля 1917, Вьюша, Рева, Фиджи — 18 апреля 1990) — фиджийский дипломат и государственный деятель, министр иностранных дел Фиджи (1985—1986).

## Биография
Учился в Оклендском университете и Институте образования Лондонского университета. Магистр искусств.
Свою карьеру начал в 1935 г. учителем. В годы Второй мировой войны находился на военной службе. В 1949, 1951—1959 гг. — помощник руководителя в Школе королевы Виктории. В 1960—1962 гг. — начальник службы общеобразовательной подготовки.
В 1963—1966 гг. — помощник начальника, 1966—1970 гг. — заместитель начальника управления общеобразовательной подготовки Фиджи.
Затем перешел на дипломатическую работу:
- 1970—1976 гг. — постоянный представитель Фиджи при ООН,
- 1973 г. — заместитель председателя 28-й сессии Генеральной Ассамблеи Организации Объединенных Наций,
- 1971—1976 гг. — посол в США и Канаде.

С конца 1970-х гг. находился на ответственных должностях в правительстве Фиджи:
- 1977—1982 гг. — министр образования,
- 1982—1984 гг. — министр коммуникаций и общественных работ,
- 1984—1985 гг. — министр связи, транспорта и труда,
- 1985—1986 гг. — министр иностранных дел и гражданской авиации.

Избирался в состав ряда комиссий и фондов: член Комиссии по вещанию Фиджи (1955—1962, 1966—1970). законодательного Совета Фиджи (1956—1966), внешнеполитического Совета Фиджи (1955—1966, 1969—1970), Совета Фонда развития Фиджи (1956—1966), Фонда Общественного развития Отечества (1965—1970). Также входил в состав Консультативного совета по образованию (1954—1970) и Совета вождей (1952—1970).
Отказался от пожалованного ему королевой Елизаветой II рыцарского звания, сказав, что служить ей без выплаты вознаграждения для него является честью.